# Бернардіна Еварісто
Бернардіна Еварісто або ж Бернардін Іверісто (англ. Bernardine Evaristo) — англійська письменниця. Народилася у Лондоні, від матері англійки і батька нігерійця. Отримала більш десяти літературних премій та нагород. У 2004 її було прийнято до Королівського літературного товариства (англ. Royal Society of Literature) Лауреатка Букерівської премії (2019)

## Альтернативна історія
У романі Blonde Roots авторка змальовує світ, де африканці експлуатують рабів-європейців. Європу вони називають «Сірим континентом», а європейські країни — «Пшеничний берег», «Виноградний берег», «Капустяний берег» (за аналогією з "Берегом слонової кістки та ін.). Цивілізованих африканських мандрівників дивують «дикі» тубільські традиції (ховати людей у труні, розбивати рік на 12 місяців, користуватися виделками), забобони (розбите дзеркало — «ознака нещастя») та варварська жорстокість (прилюдно вішати злочинців, палити «відьм» живцем). Купуючи білих рабів, вони ніби «рятують» їх від цього «варварського» життя.
Рабів вивозять на плантації «Західною Японії» (Карибські острови): сім'ї розлучають, жінок ґвалтують, багато хто гине у дорозі чи від непосильної праці. Європейці втрачають рідні мови, християнство і навіть власні імена. Вони говорять примітивною ламаною африканською, вимушені сповідувати африканські релігії, називатися африканськими іменами.
Навіть африканці-аболіціоністи відправляють до Європи місіонерів, щоб навчити «нещасних дикунів» «істинній вірі» у Вуду.
Роман — карикатура на європейське ставлення до Африки та африканців.